# Kim Kardashian

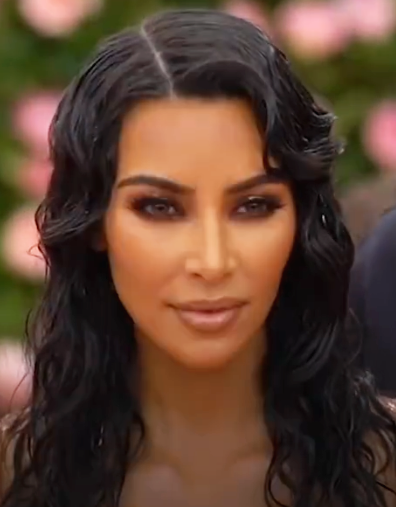
Kim Kardashian (2019)

Kimberly Noel „Kim“ Kardashian (* 21. Oktober 1980 in Los Angeles, Kalifornien) ist eine US-amerikanische Medienpersönlichkeit.

## Familiärer Hintergrund
Die Familie Kardashian ist armenischer Abstammung, allerdings wurde schon Kims Großvater in den USA geboren. Ihr Urgroßvater väterlicherseits kam nahe der armenischen, heute zur Türkei gehörenden Kleinstadt Kars im Dorf Karakale auf die Welt. Seine Eltern gehörten einer ekstatischen Untergruppe der christlich-orthodoxen Gemeinschaft der Molokanen an. Kim Kardashians Vater, der Prominentenanwalt Robert Kardashian (1944–2003), war ein enger Vertrauter des ehemaligen Footballspielers und Schauspielers O. J. Simpson und Mitglied im Verteidigerteam bei dessen Mordprozess. Ihre Mutter Kris Jenner (vormals Kris Kardashian) entstammt einer schon lange in Amerika ansässigen Familie mit gemischten englisch-schottisch-irisch-deutsch-niederländischen Wurzeln. Kim Kardashian ist eine der Stieftöchter von Caitlyn Jenner.

## Karriere
Bekannt wurde Kardashian 2007 zunächst durch ein von der Vivid Entertainment Group veröffentlichtes privates Sexvideo, das sie gemeinsam mit dem Sänger Ray J zeigt. Die von ihr erhobene zivilrechtliche Klage gegen Vivid Entertainment ließ sie gegen eine Zahlung von fünf Millionen US-Dollar später wieder fallen. Nachdem sie 2014 auf dem Cover des Paper-Magazins halbnackt posierte, stiegen die Verkaufszahlen des Sexvideos deutlich an.
Im Herbst 2007 wurden die ersten Folgen der Familien-Reality-Soap Keeping Up with the Kardashians ausgestrahlt, die vor allem von Kim und ihren Geschwistern Kourtney, Khloé und Robert Kardashian sowie ihren Halbschwestern Kendall und Kylie Jenner handelt. Auch Kris Jenner (Mutter von allen sechs) und Caitlyn Jenner (vormals Bruce Jenner, ehemaliger Partner von Kris Jenner, biologischer Vater von Kendall und Kylie Jenner) kommen in der Serie vor. Sie hatte außerdem Auftritte in TV-Sendungen und Talkshows wie Larry King Live, The Simple Life, Late Show with David Letterman, Jimmy Kimmel Live!, The Tonight Show und Dancing with the Stars. Als Schauspielerin wirkte sie in den Produktionen Beyond the Break, How I Met Your Mother, Drop Dead Diva und Disaster Movie als Nebendarstellerin mit. Sie hatte zudem einen Auftritt in der Serie CSI: NY (Staffel 6, Folge 11).
Gemeinsam mit ihren Schwestern Kourtney und Khloé betreibt Kim Kardashian die Modeboutique-Kette „D-A-S-H“ und brachte eine Modekollektion namens „Kardashian Kollection“ auf den Markt. Mit ihrer Mobile App, dem Handyspiel „Kim Kardashian: Hollywood“, erwirtschaftete sie im Jahr 2015 rund 40 Prozent ihres Gesamteinkommens.
Ende Juni 2020 kündigte die Kosmetikfirma Coty ein Investment von 200 Millionen Dollar für einen 20 % Anteil an ihrer Kosmetikfirma KKW; erst wenig Monate zuvor hatte Coty einen Mehrheitsanteil von 51 Prozent an Kylie Cosmetics von ihrer Halbschwester Kylie Jenner erworben.

## Vermögen
Im Jahr 2021 stufte Forbes Kardashian mit geschätzt 1 Milliarde US-Dollar Privatvermögen als Milliardärin ein und nahm sie deshalb in der The World’s Billionaires auf.

## Privatleben
Kim Kardashian lebt in ihrer Geburts- und Heimatstadt Los Angeles im Stadtteil Bel Air. Sie war von 2000 bis 2004 mit dem Musikproduzenten Damon Thomas verheiratet. Zwischen 2007 und März 2010 lebte sie, mit einer Unterbrechung 2009, in einer Beziehung mit dem Footballspieler Reggie Bush. Die zweite Eheschließung erfolgte am 20. August 2011 mit dem Basketballspieler Kris Humphries, von dem sie bereits am 31. Oktober, 72 Tage nach der Hochzeit, wegen „unüberbrückbarer Differenzen“ die Scheidung einreichte.
Am 24. Mai 2014 heiratete Kardashian den Rapper Kanye West, mit dem sie seit Anfang 2012 liiert war, in Florenz. Ihre gemeinsame Tochter North kam im Juni 2013 zur Welt, ein Sohn namens Saint im Dezember 2015. Am 15. Januar 2018 wurde ihr drittes Kind, ein Mädchen namens Chicago, von einer Leihmutter geboren. Diese brachte am 10. Mai 2019 auch das vierte Kind, den Sohn Psalm, zur Welt. Im Februar 2021 reichte Kardashian die Scheidung von West ein, der ein Richter in Los Angeles am 2. März 2022 offiziell stattgab.
Im Oktober 2016 überfielen fünf Täter sie während ihres Aufenthalts in Paris anlässlich der Pariser Modewoche in einem Palais in der Innenstadt und nahmen ihr Schmuck im Wert von rund neun Millionen Euro ab. Kim Kardashian, die während des Überfalls gefesselt und im Badezimmer eingeschlossen wurde, blieb unverletzt. Die als Polizisten gekleideten und bewaffneten Räuber konnten unerkannt mit der Beute entkommen. Am 9. Januar 2017 wurden in Frankreich 17 Tatverdächtige verhaftet, von denen zwei den Überfall zugaben.
Von November 2021 bis August 2022 war sie mit dem Comedian Pete Davidson liiert.

## Philanthropie
Am 30. Mai 2018 war Kardashian auf Einladung zu Besuch im Oval Office des Weißen Hauses bei US-Präsident Donald Trump, um Gefängnisreformen und Verurteilungen zu besprechen. Kardashian setzte sich dabei für die Begnadigung einer 63-jährigen wegen Drogendelikten zu einer lebenslangen Freiheitsstrafe verurteilten Afroamerikanerin ein. Wenige Tage später verkürzte Trump die Freiheitsstrafe der Frau, die so in Freiheit gelangte; sie modelt heute für Kardashians Shapewear-Modelinie Skims.
Im April 2019 gab Kardashian in einem Interview mit der Vogue bekannt, dass sie ein vierjähriges Praktikum bei einem Anwalt mache, mit dem Ziel, 2022 die Anwaltsprüfung abzulegen. Kardashian möchte sich für Menschen in Haft einsetzen, die ihre Schuld an die Gesellschaft zurückgezahlt hätten. Die Idee, Anwältin zu werden, kam ihr, als sie das Weiße Haus zum Begnadigungssystem beriet. Als sie dort mit Richtern und Anwälten zusammensaß, wollte sie mehr wissen, um den Menschen besser helfen zu können. Im Dezember 2021 absolvierte sie nach drei Fehlversuchen die Juraprüfung nach dem ersten Studienjahr (Baby Bar). 2025 schloss sie das Studium ab und steht vor der Abschlussprüfung (Bar Examination).
Im November 2021 finanzierte Kardashian für afghanische Fußballerinnen und deren Familien (insgesamt 130 Menschen) einen Charterflug, der sie von Pakistan nach Großbritannien brachte.

## Verurteilung
Die amerikanische Börsenaufsichtsbehörde (SEC) verurteilte am 3. Oktober 2022 Kim Kardashian zu einer Zahlung in Höhe von 1,26 Millionen US-Dollar. Sie warb auf ihrem privaten Instagram-Profil für die Kryptowährung EthereumMax, ohne anzugeben, dass sie im Gegenzug für die Werbung 250.000 US-Dollar von den Entwicklern von EthereumMax erhalten habe.

## Verschiedenes
2022 wurde Kardashian "Chief Taste Consultant" bei Beyond Meat, einem kalifornischen Nahrungsmittelproduzenten von veganen Fleischersatzprodukten.

## Filmografie (Auswahl)
- 2008: Disaster Movie

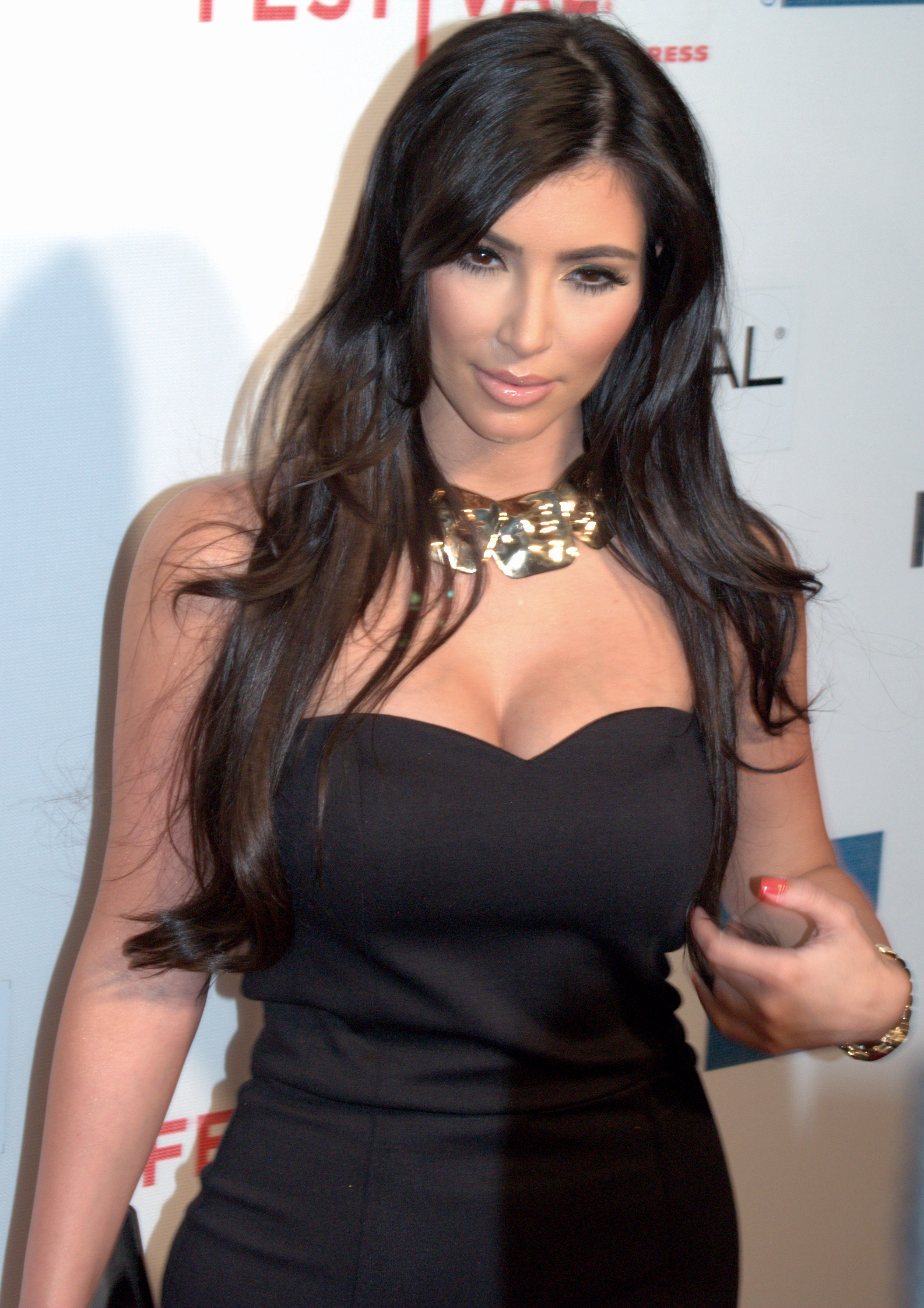
Kardashian auf dem Tribeca Film Festival (2009)

- 2009: CSI: NY (Fernsehserie, eine Folge)
- 2009: Beyond the Break (Fernsehserie, 4 Folgen)
- 2009: Im tiefen Tal der Superbabes (Deep in the Valley)
- 2012: Drop Dead Diva (Fernsehserie, 4 Folgen)
- 2013: Temptation: Confessions of a Marriage Counselor

### Als sie selbst
- seit 2007: Keeping Up with the Kardashians (Fernsehserie)
- 2008: Dancing with the Stars (US-Tanzshow, 6 Folgen)
- 2009: How I Met Your Mother (Fernsehserie, eine Folge)
- seit 2009: Kourtney and Kloé Take Miami (Fernsehserie)
- 2009–2011: America’s Next Top Model (Fernsehserie, 2 Folgen)
- 2010: 90210 (Fernsehserie, eine Folge)
- 2011: Khloé & Lamar (Fernsehserie, 3 Folgen)
- seit 2011: Kourtney and Kim Take New York (Fernsehserie)
- 2012: Last Man Standing (Fernsehserie, eine Folge)
- 2012: 30 Rock (Fernsehserie, eine Folge)
- 2012: Punk’d (Fernsehserie, eine Folge)
- 2014: 2 Broke Girls (Fernsehserie, eine Folge)
- 2014: American Dad (Fernsehserie, Folge 9x23)
- 2023: American Horror Story (Fernsehserie)

### In Musikvideos
- 2007: Thnks fr th Mmrs (von Fall Out Boy)
- 2012: Come On A Cone (von Nicki Minaj)
- 2013: Bound 2 (von Kanye West)
- 2016: Wolves (von Kanye West)
- 2016: M.I.L.F. $ (von Fergie)
- 2019: B.F.A. (Best Friend's Ass) (von Dimitri Vegas & Like Mike & Paris Hilton)

## Diskografie

### Songs
- 2011: Jam (Turn It Up)

## Auszeichnungen
Goldene Himbeere:
- 2009: Nominierung als Schlechteste Nebendarstellerin in Disaster Movie
- 2014: Auszeichnung als Schlechteste Nebendarstellerin in Temptation: Confessions of a Marriage Counselor